# Terence Tao
Terence Chi-Shen Tao (陶哲軒) (* 17. července 1975, Adelaide, Jižní Austrálie) je australský matematik zabývající se především harmonickou analýzou, parciálními diferenciálními rovnicemi, kombinatorikou, analytickou teorií čísel a teorii reprezentací.
Byl považován za geniální dítě, v současnosti je profesorem matematiky na Kalifornské univerzitě v Los Angeles. Titulu profesor dosáhl už ve svých 24 letech.
V srpnu 2006 byl oceněn Fieldsovou medailí – nejvyšším matematickým oceněním (Nobelova cena za matematiku není udělována). O měsíc později v září 2006 byl oceněn MacArthurovou nadací (Někdy nazývanou též „Granty pro génie“). Členem královské společnosti (Fellow of the Royal Society) byl zvolen 18. května 2007.

## Osobní život
Oba jeho rodiče jsou etničtí Číňané a patří k první generaci imigrantů z Hongkongu do Austrálie.
Jeho otec Billy Tao (čínské jméno: Siang-kuo, Xiangguo 陶象國; tòuh jeuhng gwok; Pinyin: Táo Xiàngguó) je pediatrem a matka vystudovala fyziku a matematiku na Hongkongské univerzitě. Dříve byla učitelkou na střední škole v Hongkongu. Také byla považována za výjimečnou matematičku.
Jeho otec tisku řekl, že při jedné rodinné sešlosti učil tehdy dvouletý Tao pětileté děti matematiku a angličtinu. Když se ho otec zeptal odkud že zná čísla a písmena, tak malý Tao odpověděl, že ze Sesame Street (pořad pro nejmenší děti).
Kromě angličtiny hovoří také Kantonskou čínštinou, ale čínsky psát neumí. V současnosti žije se svou ženou a synem v Los Angeles v Kalifornii, kromě toho má dva bratry.

## Geniální dítě
Své mimořádné matematické schopnosti předváděl už od svých osmi let, kurzy matematiky na úrovni univerzity začal navštěvovat v devíti letech. Je jeden z jen dvou dětí v historii programu Johna Hopkinse (program pro podporu výjimečně nadaných studentů), který dosáhl skóre 700 (a víc) v matematické sekci testů SAT. Bylo mu právě osm let a získal skóre 760.
V letech 1986, 1987 a 1988 byl Tao nejmladším účastníkem na
Mezinárodní matematické olympiádě, soutěž navštívil poprvé v deseti letech a rovnou získal bronzovou medaili, o rok později stříbrnou a v roce 1988 zlatou. Zlatou medaili získal v 13 letech, což je dosavadní rekord, neboť tyto medaile nejsou udělovány podle absolutního umístění, ale za určitý dosažený bodový výsledek. Když mu bylo 14 let začal navštěvovat Research Science Institute. V 17 letech získal bakalářský a magisterský titul na Flindersově univerzitě (Flinders University), jeho školitelem byl Garth Gaudry. V roce 1992 vyhrál stipendium z Fulbrightova programu na postgraduální studium ve Spojených státech. V letech 1992 až 1996 studoval na Princetonské univerzitě (Princeton University) a pod vedením Eliase Steina získal titul Ph.D., bylo mu 20 let.
Od té doby pracuje na fakultě matematiky na Kalifornské univerzitě.

## Výzkum a ocenění
Obdržel Salem Prize v roce 2000, Bôcher Prize v roce 2002 a za své příspěvky v matematické analýze jako jsou Kakeya conjecture nebo vlnová funkce také cenu Clay Research Award (v roce 2003).
V roce 2005 obdržel on a Allen Knutson Levi L. Conant cenu od Americké matematické společnosti a v roce 2006 získal SASTRA Ramanujan Prize.
V roce 2004 Ben Green a Tao zveřejnili preprint, v němž dokázali větu dnes nazývanou Greenova–Taova věta. Tato matematická věta říká, že existuje libovolně dlouhá aritmetická posloupnost prvočísel (důsledky této věty jsou důležité pro kryptografii).
V roce 2006, na 25. Mezinárodním kongresu matematiků v Madridu, se stal jako jeden z nejmladších a jako první z Australanů nositelem Fieldsovy medaile.
Tao byl v roce 2007 finalistou soutěže Australan roku.